# Jatinegara
Jatinegara è un sottodistretto (in indonesiano: kecamatan) di Giacarta Orientale, che a sua volta è una suddivisione di Giacarta, la capitale dell'Indonesia.

## Suddivisioni
Il sottodistretto è suddiviso in otto villaggi amministrativi (in indonesiano: kelurahan):
- Bali Mester
- Kampung Melayu
- Bidaracina
- Cipinang Cempedak
- Rawa Bunga
- Cipinang Besar Utara
- Cipinang Besar Selatan
- Cipinang Muara